# Wolfgang Haas

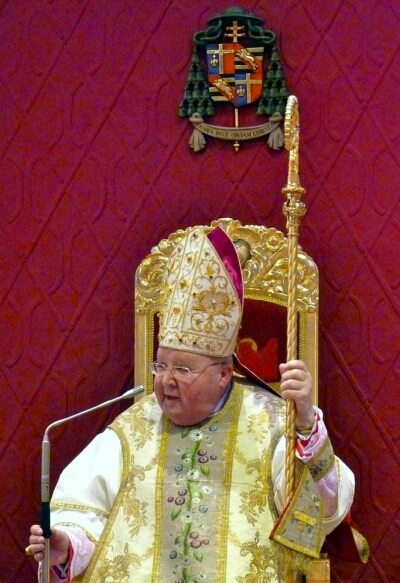
Erzbischof Wolfgang Haas (2015)

Wolfgang Haas (* 7. August 1948 in Vaduz) ist ein liechtensteinischer Theologe. Er war von 1990 bis 1997 Bischof von Chur und von 1997 bis 2023 der erste Erzbischof des Erzbistums Vaduz. Seine Amtszeit in Chur und Vaduz war wiederholt von Konflikten geprägt.

## Leben
Wolfgang Haas lebte mit seinen wegen fehlender Heiratserlaubnis nicht verheirateten Eltern zunächst in Mauren, später in Schaan, wo seine Familie einen Keramikbetrieb unterhielt. Die Politikerin Brigitte Haas ist seine Cousine.
Wolfgang Haas studierte nach der Matura Philosophie am Collegium Marianum in Liechtenstein und Theologie an der Universität Freiburg im Üechtland. Am 7. April 1974 konnte er auf Grund einer Dispens in Chur das Sakrament der Priesterweihe empfangen. Parallel zur Assistenz am Lehrstuhl für Dogmatik der Theologischen Fakultät der Universität Freiburg absolvierte er 1974 ein weiteres Lizenziatsstudium in Theologie sowie von 1975 bis 1978 an der Päpstlichen Universität Gregoriana ein Studium des Kanonischen Rechts. Seine Dissertation Das Ehesakrament als Grundbegriff des kanonischen Eherechts kam nicht zum Abschluss. Er war Kanzler des Bistums Chur und Offizial des Diözesangerichtes.

### Bistum Chur
Auf die ausdrückliche Bitte des Churer Bischofs Johannes Vonderach wurde Haas am 25. März 1988 von Papst Johannes Paul II. zum Koadjutorbischof der Diözese Chur ernannt. Durch das damit verbundene automatische Nachfolgerecht wurde das gemäss kirchlichem Privileg dem Churer Domkapitel gewährte Recht der freien Bischofswahl – allerdings in kirchenrechtlich einwandfreier Art und Weise – umgangen.
Die Bischofsweihe fand am 22. Mai 1988 durch Diözesanbischof Johannes Vonderach und die Bischöfe Otmar Mäder (St. Gallen) und Henri Schwery (Sitten) als Mitkonsekratoren statt. Sein Wahlspruch lautete Maria duce obviam Christo.
Wolfgang Haas war vom 22. Mai 1990 bis zum 2. Dezember 1997 Bischof von Chur. Nach seiner Ernennung zum Erzbischof von Vaduz war er vom 2. Dezember 1997 bis zum 23. August 1998 Apostolischer Administrator des Bistums Chur. Am 31. Mai 1993 war er Mitkonsekrator der Churer Weihbischöfe Paul Vollmar SM und Peter Henrici SJ.
Durch sein konservatives Verständnis der römisch-katholischen Glaubenslehre und einige umstrittene Personalentscheidungen hielten die innerkirchlichen Proteste an und konnten auch nach der Einsetzung mehrerer Weihbischöfe, zum Beispiel von Peter Henrici für den Kanton Zürich, nicht beigelegt werden. Haas geriet in die Schlagzeilen und wurde zum wohl bekanntesten Bischof der Schweiz.
In einer Buchveröffentlichung vom November 2021 warf Henrici Haas vor, er sei nicht fähig gewesen, sich als Bischof anerkennen zu lassen oder gar zu regieren. Um beispielsweise möglichst viele Jungpriester zu gewinnen, die sein konservatives Weltbild geteilt hätten, habe Haas ungeeignete Priesteramtskandidaten auch gegen den ausdrücklichen Rat der für die Priesterausbildung verantwortlichen Priester aufgenommen. Haas habe sehr konservativ agiert und das Bistum Chur in eine tiefe Krise gestürzt, die Papst Johannes Paul II. schliesslich dadurch zu beenden suchte, dass er 1997 das das Staatsgebiet des Fürstentums Liechtenstein umfassende Erzbistum Vaduz neu errichtete, um Haas aus Chur in seine Heimat versetzen zu können.

### Erzbistum Vaduz

Wappen von Wolfgang Haas als Erzbischof von Vaduz

Nach anhaltenden innerkirchlichen Protesten gegen die Amtsführung von Wolfgang Haas im Bistum Chur wurde er vom Papst am 2. Dezember 1997 zum Erzbischof des neu geschaffenen Erzbistums Vaduz ernannt. In der damit zur Kathedrale erhobenen Pfarrkirche St. Florin von Vaduz trat Haas am 21. Dezember 1997 sein Amt an. Gegen seine Ernennung regte sich auch im neuen Erzbistum Widerstand, der aber wirkungslos blieb. Eine wichtige Handlung im Jahresablauf war die Zelebration der Messe am liechtensteinischen Staatsfeiertag, dem 15. August, auf der Schlosswiese in Vaduz, jeweils mit Homilie (Predigt). Im Juni 2011 teilte Haas mit, dass er in Zukunft keine Messe mehr beim Staatsakt zum Nationalfeiertag feiern werde. Die Verbindung sei ein «falsches beziehungsweise unehrliches Zeichen gegenüber der Öffentlichkeit». Die antwortende Stellungnahme der Regierung verortete den Grund des Erzbischofs in der Haltung des Staates zur Homosexualität und in der Initiative «Hilfe statt Strafe» zur Liberalisierung des Abtreibungsrechts.
Im Zuge der Einführung eines Partnerschaftsinstituts in Liechtenstein bezeichnete Haas praktizierte Homosexualität als objektiv schwere Sünde, deren rechtliche Anerkennung geradezu einen Skandal darstelle.
Papst Franziskus nahm sein altersbedingtes Rücktrittsgesuch am 20. September 2023 an und bestimmte den Feldkircher Bischof Benno Elbs zum Apostolischen Administrator für das Erzbistums Vaduz.

### Kritik
In einem persönlichen Brief zeigte sich Regierungschef Daniel Risch gegen Ende des Jahres 2022 vom Erzbischof enttäuscht, da er die Absage des traditionellen Heilig-Geist-Amtes zur Eröffnung des Landtags nicht offiziell angekündigt habe. Hintergrund der Absage war ein Landtagsbeschluss, die gleichgeschlechtliche Ehe in Liechtenstein zu öffnen.
Nach im Mai 2023 veröffentlichten Recherchen des deutschen Nachrichtenmagazins Der Spiegel habe Haas im Erzbistum Vaduz in den vergangenen Jahren ein Kirchensystem etabliert, das sich verstärkt auf traditionelle und konservativ-katholische Werte beruft. So habe er bewusst «erzkonservative» Männer zum Beispiel aus Deutschland zu Priestern geweiht. Einem dieser Priester wird vorgeworfen, ein achtjähriges Mädchen unsittlich berührt zu haben. Des Weiteren werden im Spiegel-Artikel Haas und anderen Verantwortlichen im Bistum systematische Intransparenz, Ablehnung der liberalen Moderne und Verachtung gegenüber den weltlichen Strukturen des Fürstentums vorgeworfen.
Anlässlich eines Missbrauchsfalles in Haas’ Erzbistum kritisierte der Vorsitzende der Deutschen Bischofskonferenz Georg Bätzing im März 2023 den Vaduzer Erzbischof für seine mangelnde Informationsweiterleitung. Der Missbrauchsfall hatte auch Relevanz im Bistum Limburg, dem Bätzing vorsteht.

## Ehrungen und Auszeichnungen
- Grossoffizier des Ritterordens vom Heiligen Grab zu Jerusalem (Austritt 2017)